# Išvandin
Išvandin (mađ. Istvándi) je selo u južnoj Mađarskoj.
Zauzima površinu od 30,31 km četvorni.

## Zemljopisni položaj
Nalazi se na 46° 1' sjeverne zemljopisne širine i 17° 38' istočne zemljopisne dužine.
Darány je 2,5 km južno-jugozapadno, Suljok je 3,5 km sjeverozapadno, Kamača je 2,5 km sjeverno, Kisdobsza je 1,5 km, a Dopsa 2 km sjeveroistočno, 7 km jugoistočno je Surinj, 5,5 km južno-jugoistočno je Zádor, a Dombol je 5 km južno.

## Upravna organizacija
Upravno pripada Barčanskoj mikroregiji u Šomođskoj županiji. Poštanski broj je 7987.
U selu djeluje jedinica romske manjinske samouprave.

## Povijest
Prvi put se spominje u pisanim spomenicima 1332., a ime se javlja u obliku Stehpandi. Selo je još onda imalo crkvu. U dokumentima iz 1421. se spominje pod imenom Isthuandy. 1536. je bilo posjedom pečuškog biskupa Györgya Sulyoka.
Za vrijeme njegove zimske kampanje 1664. se vojska Nikole Zrinskog utaborila na rubu ovog sela.
Od 1726. Išvandin pripada obitelji Esterházy sve do nacionalizacije.
Stanovništvu se stoljećima povećavao broj. Išvandin je najviše stanovnika imao za vrijeme drugog svjetskog rata, 1200 stanovnika. Veliki je udio nacionalnih manjina, ponajviše Roma.

## Kulturne znamenitosti
- barokna kalvinistička crkva iz 18. st. s tornjem koji ima gotičkih elemenata
- hambar iz 1890.

## Promet
Kroz Išvandin prolazi državna cestovna prometnica br. 6 u pravcu jugozapad-sjeveroistok. 1,5 km južno od Išvandina prolazi željeznička pruga Velika Kaniža-Pečuh. 

## Stanovništvo
Išvandin ima 653 stanovnika (2001.). Mađari su većina. Romi čine 47,9%, Hrvati čine 0,5%, Bugari čine 0,5% te ostali. Rimokatolika je 68,4%, kalvinista je 18,4%, grkokatolika je 0,5% te ostalih. 

## Vanjske poveznice
- Išvandin na fallingrain.com